# Andrzej Stasiuk

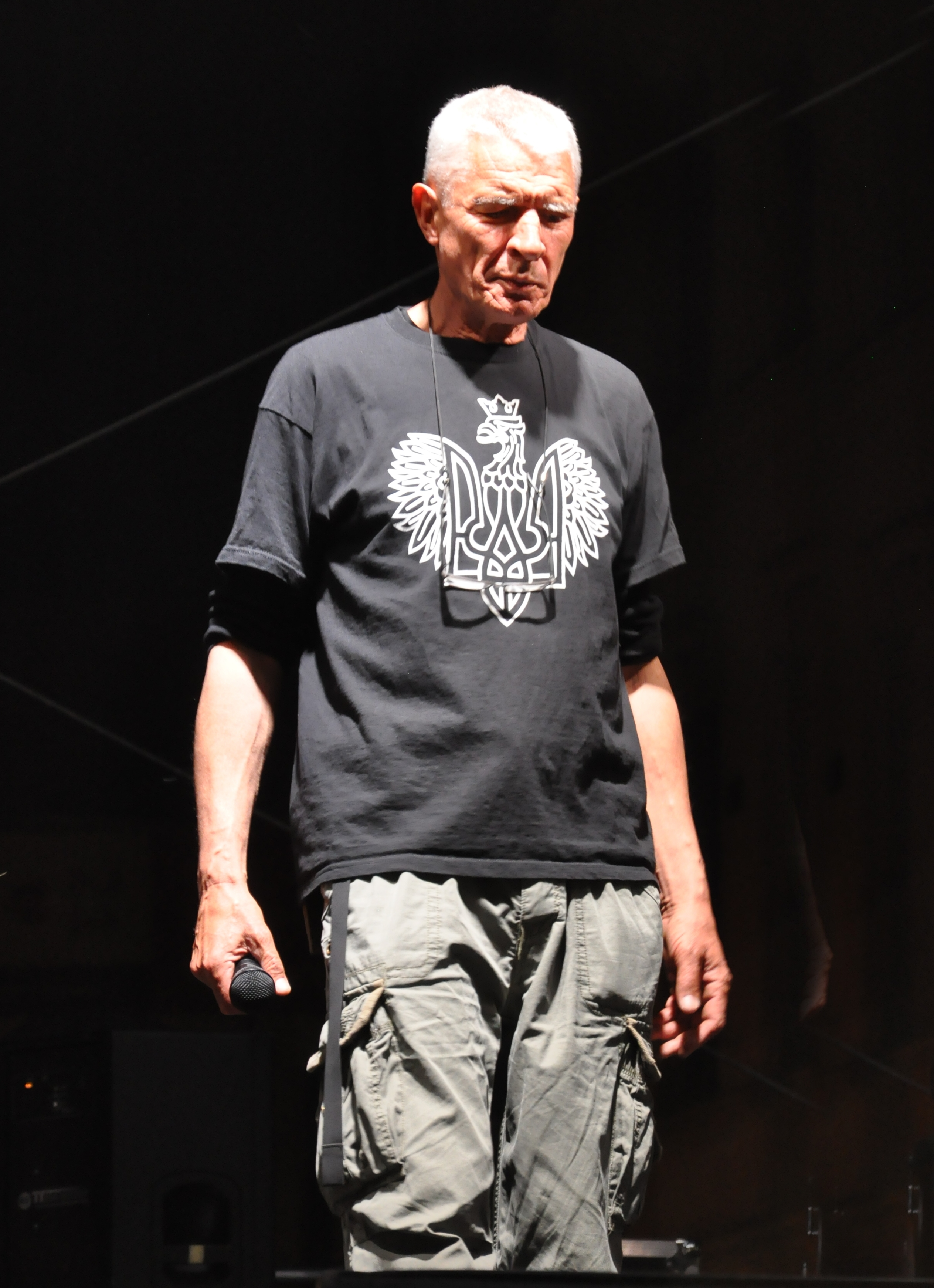
Andrzej Stasiuk während eines Auftritts in Cieszyn (2019)

Andrzej Stasiuk (* 25. September 1960 in Warschau) ist ein polnischer Essayist, Poet, Autor, Journalist, Herausgeber und Literaturkritiker.

## Leben
Stasiuk wuchs in Grochów, einem Viertel im Warschauer Stadtbezirk Praga-Południe, auf. Nach eigenen Angaben wurde er, aufgrund von Abwesenheit und Desinteresse, zunächst vom Gymnasium und anschließend von der technischen sowie der allgemeinen Berufsschule verwiesen. In seiner Jugend verbrachte er seine Zeit lieber mit Freunden auf der Straße, widmete sich aber auch ernsthaft dem autodidaktischen Studium der Literatur, u. a. Allen Ginsberg und Dylan Thomas (Bereś, 2002).
1979 wurde Stasiuk zur Armee eingezogen und als Sappeur in der 4. Einheit des Kołobrzeski-Batalions in Dębica bei Krakau eingesetzt. Über diese Zeit schrieb er:
Eine fantastische Einheit. Stell dir vor, sommerliche Übungseinsätze, braungebrannt wie Schwarze, mit mächtigen Bizepsen, haben im hüfttiefen Wasser Brücken gebaut und vierfache Portionen Essen verdrückt. Sowas bekommst du nicht in der zivilen Welt.
Kurz vor dem Ende seines Wehrdienstes wurde Stasiuk jedoch nach Rzeszów versetzt. Die Zustände dort empfand er als entmutigend und brutal, sodass er sich während eines Ausgangs an Silvester 1979/80 dazu entschloss, aus Langeweile und nicht aus pazifistischer Überzeugung, zu desertieren. Aus diesem Grund wurde er zu anderthalb Jahren Militärgefängnis verurteilt, welche er in einer speziellen Strafkompanie verbüßen sollte, in der es seinen Darstellungen zufolge doppelt so schlimm zuging, wie in der Kaserne in Rzeszów. So entschlossen sich seine Mitinsassen und er zu einem Aufstand, welcher darin bestand, sich alle Haare am gesamten Körper abzurasieren, in einen Hungerstreik zu treten und ihre sowieso funktionsuntüchtigen Maschinengewehre wegzuwerfen. Dieses hatte zur Konsequenz, dass er fünf Monate in ein Untersuchungsgefängnis kam und schließlich in eine zivile Haftanstalt in Stargard verlegt wurde, in welcher er den Rest seiner Strafe verbüßte (Bereś, 2002).
Nach seiner Entlassung hielt sich Stasiuk mit einfachen Aushilfsarbeiten über Wasser, engagierte sich Mitte der 1980er-Jahre aber auch in der polnischen pazifistischen Oppositionsbewegung „Ruch Wolność i Pokój“ (deutsch Bewegung Freiheit und Frieden). 1986 verließ er seine Heimatstadt Warschau und zog aufs Land, in das Dorf Czarne, in den Niederen Beskiden an der Grenze zur Slowakei (Bereś, 2002). Hier schrieb er 1992 in nur zwei Wochen seinen Debütroman Mury Hebronu (deutsch Die Mauern von Hebron, 2003). Eigenen Angaben zufolge hat er mit der Veröffentlichung anfangs kein Geld verdient und sein Freund, der das Buch mit seinem Verlag herausgegeben hatte, ging bankrott.
1999 heiratete Stasiuk seine langjährige Lebensgefährtin Monika Sznajderman, eine Kulturanthropologin, mit der er eine Tochter, Antonina (* 1990), hat. Bereits 1996 gründet das Paar den Verlag „Czarne“, eine Hommage an ihre gemeinsame Wahlheimat, zugleich aber auch das polnische Wort für „Schwarz“. Der Verlag konzentriert sich vor allem auf Publikationen von mittelosteuropäischen Schriftstellern, jedoch veröffentlichte man auch einen Sammelband des polnischen, in die USA emigrierten Schriftstellers Zygmunt Haupt (1907–1975), der bezeichnenderweise als Meister der literarischen Reportage gilt und auch über das ehemalige Galizien schrieb.
Stasiuk, der angibt, sich der kapitalistischen Welt entziehen zu wollen, besitzt kein Mobiltelefon und verachtet die reißerischen Reklametafeln der Großstädte. Als seine Vorbilder bezeichnete er in einem Gespräch mit Stanisław Bereś u. a. Allen Ginsberg, Dylan Thomas, Joseph Brodsky, W. H. Auden, sowie Oskar und Czesław Miłosz. Stasiuk widmet sich weiterhin seiner zweiten großen Passion, dem Reisen ins südliche Europa sowie dem fernen Osten und ist mit seiner Familie mittlerweile ins nahe gelegene Wołowiec (Ortsteil von Laliki) gezogen, um sich besser um die Belange seines Verlages kümmern zu können.

## Werk
Schon vor seiner ersten offiziellen Veröffentlichung war Stasiuk aktiv und schrieb Artikel (u. a. Pani A., Spocony anioł, Pudło und Prison is hell) für die anarchistische Magazin-Reihe „Biblioteka A cappelli“, der polnischen pazifistischen Oppositionsbewegung „Ruch Wolność i Pokój“. Stasiuks Essay Prison is hell (1988) zum Beispiel ist eine detaillierte und verstörende Schilderung der Zustände im Gefängnis, seiner Insassen und ihres Selbstverständnisses. Darin beschreibt er in ausschweifender und nahezu poetischer Lyrik die ideologische Bedeutung der Tattoos, die Hierarchie und Regeln innerhalb einer Gruppe und den sozialen Rang eines „Cwel´s“, der den untersten Platz in der Hierarchie des Gefängnisses einnimmt und für sexuelle Gefälligkeiten missbraucht wird. Dabei hinterfragt er die Intention des Systems nach Resozialisierung, indem er dieser die völlige Abschottung und Isolation der Insassen entgegenstellt. Als Lichtblick und größte Ablenkung unter den Gefangenen stellt er die gemeinsamen Erzählungen dar.
Die Aufmerksamkeit der allgemeinen Öffentlichkeit erlangte er durch sein erstes offizielles Werk, den Erzählband Mury Hebronu (dt. Die Mauern von Hebron, 2003), welchen er schon 1985/86 verfasste, der allerdings erst 1992 beim Verlag „Wydawnictwo Głodnych Duchów“ erschien. Wie schon bei Prison is hell, greift er auch hier auf die Erlebnisse während seines Gefängnisaufenthaltes zurück und bringt der unbescholtenen Bevölkerung die ungeschönte und ungehörte Realität der Gefängnisinsassen ins heimische Wohnzimmer. Durch seine abstrakte und metaphysische Sprache formatiert er den Alltag des Gefängnislebens zur existenziellen Auseinandersetzung mit dem eigenen Ich. Dieser charakteristische Ansatz legte das Fundament für sein gesamtes Werk.
In seinem 1995 erschienenen Roman Biały Kruk (dt. Der weiße Rabe, 1998) setzt er diesen charakteristischen Schreibstil fort, lässt sich aber auch von seiner Heimat, den Niederen Beskiden, und der dortigen Landschaft inspirieren. Der Roman handelt von fünf, mittlerweile erwachsenen Jugendfreunden aus dem postkommunistischen Warschau, die gelangweilt aus ihrem monotonen und desillusionierten Alltag ausbrechen, um Abenteuer zu erleben und den wahren Sinn des Lebens zu suchen. Dabei hat jeder der jungen Männer eine eigene Vorstellung der Reise, die sie, gepflastert durch unzählige Wodka-Flaschen und Zigaretten, in die Wahlheimat des Autors führt. Der Leser begleitet die Protagonisten durch die kalten und schneebedeckten Landschaften der Niederen Beskiden, wird aber auch Zeuge nostalgischer und sentimentaler Erinnerungen an die Kindheit und Jugend im kommunistischen Warschau, wobei man sich fragt, ob das die Gedanken der Freunde oder die des Autors sind. Stasiuk wendet dabei eine männliche und teilweise vulgäre Sprache an und lässt die Ideale aus der Jugend der Männer mit der heutigen Realität konfrontieren. Der Film Gnoje (1995) von Regisseur Jerzy Zalewski basiert auf diesem Buch und Stasiuk übernahm eine kurze Statistenrolle.
Im gleichen Jahr veröffentlichte Stasiuk den Erzählband Opowieści galicyjskie (dt. Galizische Geschichten, 2002), welcher von Regisseur Dariusz Jabłonski 2008 unter dem Titel Wino truskawkowe (dt. Erdbeerwein) verfilmt wurde. Er besteht aus 15 Kurzgeschichten und Erzählungen, die das Leben der Bewohner einer Gegend in Südostpolen beschreiben. Hier werden die Einflüsse der Niederen Beskiden deutlich, wie zuvor schon in Biały Kruk, oder auch Dukla (1997), nach einer nahe gelegenen Kleinstadt benannt, das 2000 unter dem Titel Die Welt hinter Dukla in Deutschland erschienen ist und Stasiuk auch hierzulande Beachtung einbrachte.
Seine 2004 herausgebrachte Sammlung von Reiseberichten durch das südliche Osteuropa, Jadąc do Babadag (dt. Unterwegs nach Babadag, 2005), wurde im Oktober 2005 mit dem wichtigsten polnischen Literaturpreis Nike ausgezeichnet. Es beinhaltet vierzehn Reisebeschreibungen, u. a. durch die Slowakei, Ungarn, Rumänien, die Republik Moldau, die Ukraine und Albanien, die Stasiuk selber bereiste. Dabei nimmt er nicht die Position eines Touristen ein, sondern die eines Beobachters und beschreibt gewöhnliche Orte, mit einem liebevollen, aber doch scharfen und unverfälschten Blick. Das 2007 erschienene Essay Dojczland (dt. Dojczland, 2008) nimmt wieder die Perspektive eines Reisenden ein und beschreibt diesmal die Lesereise eines polnischen Schriftstellers durch Deutschland, der diese Reise nur mit Alkohol ertragen kann und sich dem Kontakt zu den Einheimischen, außer seinen Lesern, verweigert.
2007 erschien Mikołaj Trzaskas Album Kantry, auf dem Diktaphon-Aufnahmen aus Stasiuks und Trzaskas gemeinsamer Reise durch Ex-Jugoslawien zu hören sind. Diese sind eingebettet in ruhiges Jazz-Spiel von Trzaska und seiner Band. 2020 erschien ein weiteres Album in Zusammenarbeit mit Trzaska: auf Grochów głosem liest Stasiuk eigene Texte und wird dabei von Trzaska, Raphael Rogiński sowie Paweł Szpura begleitet.
Das Besondere an Stasiuks Werken ist die liebevolle und detailgetreue Beschreibung der Natur, vermeintlich gewöhnlicher Orte, sowie zwischenmenschlicher Beziehungen, wobei er eine ehrliche, poetische, zuweilen aber auch abstrakte und transzendente bzw. grenzüberschreitende Lyrik nutzt. Charakteristisch hierbei ist das offenkundige Spiel mit seiner eigenen Biografie, welches den interessierten Leser vor die Frage stellt, wie viel von Stasiuk selbst in seinen Werken wiederzufinden ist.
Neben seinen literarischen Werken schreibt er auch Kritiken und Essays für die beiden größten polnischen Tageszeitungen Gazeta Wyborcza und Rzeczpospolita, aber auch für die Süddeutsche Zeitung, die Frankfurter Allgemeine Zeitung oder den italienischen L’Espresso.

## Werke
- Mury Hebronu. Wydawnictwo Głodnych Duchów, Warszawa 1992, ISBN 83-85244-09-3.
  - deutsch: Die Mauern von Hebron. Suhrkamp, Frankfurt am Main 2003, ISBN (Edition Suhrkamp 2302).
- Wiersze miłosne i nie. Wydawnictwo Obserwator, Poznań 1994, ISBN 83-901720-2-X (Biblioteka Czasu Kultury 7).
- Biały kruk. Wydawnictwo Obserwator, Poznań 1995, ISBN 83-901720-5-4 (Biblioteka Czasu Kultury 10).
  - deutsch: Der weiße Rabe. Roman. Rowohlt, Berlin 1998, ISBN 3-87134-282-3.
- Opowieści galicyjskie. Znak, Kraków 1995, ISBN 83-7006-554-6.
  - deutsch: Galizische Geschichten. Suhrkamp, Frankfurt am Main 2002, ISBN 3-518-41370-8.
- Przez rzekę. Wydawnictwo Czarne, Gładyszów u. a. 1996, ISBN 83-86744-54-5.
  - deutsch: Über den Fluß. Erzählungen. Suhrkamp, Frankfurt am Main 2004, ISBN 3-518-12390-4 (Edition Suhrkamp 2390).
- Dukla. Wydawnictwo Czarne, Gładyszów 1997, ISBN 83-87391-05-0.
  - deutsch: Die Welt hinter Dukla. Roman. Übersetzt von Olaf Kühl. Suhrkamp, Frankfurt am Main 2000, ISBN 3-518-41205-1.
- Dwie sztuki (telewizyjne) o śmierci. Wydawnictwo Czarne, Gładyszów 1998, ISBN 83-87391-06-9.
- Jak zostałem pisarzem (próba biografii intelektualnej). Wydawnictwo Czarne, Gładyszów 1998, ISBN 83-87391-08-5.
  - deutsch: Wie ich Schriftsteller wurde. Versuch einer intellektuellen Autobiographie. Suhrkamp, Frankfurt am Main 2001, ISBN 3-518-12236-3 (Edition Suhrkamp 2236).
- Dziewięć. Wydawnictwo Czarne, Gładyszów 1999, ISBN 83-87391-17-4.
  - deutsch: Neun. Roman. Suhrkamp, Frankfurt am Main 2002, ISBN 3-518-41326-0.
- Moja Europa. Dwa eseje o Europie zwanej Środkową. (mit Jurij Andruchowytsch). Wydawnictwo Czarne, Gładyszów 2000, ISBN 83-87391-27-1 (Europa środkowa).
  - deutsch: Mein Europa. Zwei Essays über das sogenannte Mitteleuropa. Suhrkamp, Frankfurt am Main 2004, ISBN 3-518-12370-X, (Edition Suhrkamp 2370).
- Tekturowy samolot. Wydawnictwo Czarne, Gładyszów 2000, ISBN 83-87391-29-8.
  - deutsch: Das Flugzeug aus Karton. Essays, Skizzen, kleine Prosa. Suhrkamp, Frankfurt am Main 2004, ISBN 3-518-41610-3.
- Opowieści wigilijne. (Gemeinsam mit Olga Tokarczuk und Jerzy Pilch). Wydawnictwo Ruta u. a., Wałbrzych u. a. 2000, ISBN 83-87391-31-X.
- Zima. Wydawnictwo Czarne, Gładyszów 2001, ISBN 83-87391-43-3.
  - deutsch: Winter. Fünf Geschichten. Insel-Verlag, Frankfurt am Main u. a. 2009, ISBN 978-3-458-19322-7 (Insel-Bücherei 1322).
- Jadąc do Babadag. Wydawnictwo Czarne, Wołowiec 2004, ISBN 83-87391-97-2.
  - deutsch: Unterwegs nach Babadag. Suhrkamp, Frankfurt am Main 2005, ISBN 3-518-41727-4.
- Noc. Słowiańsko-germańska tragifarsa medyczna. Wydawnictwo Czarne, Wołowiec 2005, ISBN 83-89755-21-1 (Mała Seria).
- Fado. Wydawnictwo Czarne, Wołowiec 2006, ISBN 83-89755-75-0.
  - deutsch: Fado. Reiseskizzen. Suhrkamp, Frankfurt am Main 2008, ISBN 978-3-518-12527-4 (Edition Suhrkamp 2527).
- Dojczland. Wydawnictwo Czarne, Wołowiec 2007, ISBN 978-83-7536-005-9.
  - deutsch: Dojczland. Suhrkamp, Frankfurt am Main 2008, ISBN 978-3-518-12566-3 (Edition Suhrkamp 2566).
- Czekając na Turka. Wydawnictwo Czarne, Wołowiec 2009, ISBN 978-83-7536-072-1 (Mała Seria).
- Taksim. Wydawnictwo Czarne, Wołowiec 2009, ISBN 978-83-7536-116-2.
  - deutsch: Hinter der Blechwand. Suhrkamp, Berlin 2011, ISBN 978-3-518-42254-0.
- Dziennik pisany później, Czarne, Wołowiec 2010
  - deutsch: Tagebuch danach geschrieben. Übersetzt von Olaf Kühl. Suhrkamp, Berlin 2012, ISBN 978-3-518-12654-7 (Edition Suhrkamp 2654).
- Jak zostałem pisarzem (próba autobiografii intelektualnej). Wydawnictwo Czarne, Wołowiec 2011, ISBN 978-83-7536-264-0.
- Grochów. Wydawnictwo Czarne, Wołowiec 2012, ISBN 978-83-7536-288-6.
  - deutsch: Kurzes Buch über das Sterben, aus dem Polnischen von Renate Schmidgall, Suhrkamp, Berlin 2013, ISBN 978-3-518-46421-2.
- Nie ma ekspresów przy żółtych drogach. Wydawnictwo Czarne, Wołowiec 2013.
  - deutsch: Der Stich im Herzen. Geschichten vom Fernweh, aus dem Polnischen von Renate Schmidgall, Suhrkamp, Berlin 2015, ISBN 978-3-518-46577-6.
- Wschód. Wydawnictwo Czarne, Wołowiec 2015.
  - deutsch: Der Osten, aus dem Polnischen von Renate Schmidgall, Suhrkamp, Berlin 2016, ISBN 978-3-518-42535-0.
- Kroniki beskidzkie i światowe, Wydawnictwo Czarne. Wołowiec 2018.
  - deutsch: Beskiden-Chronik, aus dem Polnischen von Renate Schmidgall, Suhrkamp, Berlin 2020, ISBN 978-3-518-42929-7
- Przewóz, Wydawnictwo Czarne. Wołowiec 2021.
  - deutsch: Grenzfahrt, aus dem Polnischen von Renate Schmidgall, Suhrkamp, Berlin 2023, ISBN 978-3-518-43126-9

## Adaptionen
Hörspiel
- Nacht. Regie: Robert Matejka, Übersetzer: Olaf Kühl, Mitwirkende: Peter Striebeck, Roman Knižka, Katharina Burowa, Andrzej Stasiuk, Matthias Habich, 63 Minuten, DLR/NDR/SR 2005

Filme
- Gnoje. Regie: Jerzy Zalewski, 1995, nach dem Roman Biały Kruk.
- Wino truskawkowe. Regie: Dariusz Jabłoński, 2008, nach dem Erzählband Opowieści galicyjskie.

## Auszeichnungen
- 1995 Kościelski-Preis, polnische literarische Auszeichnung
- 2002 Samuel-Bogumil-Linde-Preis, Literaturpreis der Städte Thorn (Toruń, PL) und Göttingen
- 2005 Nike-Preis für das beste polnische Buch des Jahres Jadąc do Babadag (Unterwegs nach Babadag)
- 2010 Literaturpreis Gdynia für Taksim
- 2016 Österreichischer Staatspreis für Europäische Literatur[7]